# Soltau (stacja kolejowa)
Soltau (niem.: Bahnhof Soltau) – stacja kolejowa w Soltau, w kraju związkowym Dolna Saksonia, w Niemczech. Stacja jest najważniejszym węzłem komunikacyjnym na terenie Pustaci Lüneburskiej.
Stacja została otwarta w 1873 roku i była w pierwszej połowie XX wieku ważnym węzłem komunikacyjnym regionu. W czasach świetności węzła, stacja posiadała połączenia w siedmiu różnych kierunkach pociągami miejskimi i dalekobieżnymi. Dziś obsługuje głównie ruch dojeżdżających do pracy i turystów do Lüneburger Heide.
Według klasyfikacji Deutsche Bahn stacja posiada kategorią 5.

## Linie kolejowe
- Uelzen – Langwedel
- Heidebahn(inne języki)
- Lüneburg – Soltau
- Celle – Soltau